# مارس أوديسي
مارس أوديسي (بالإنجليزية: Mars Odyssey) وهي مركبة فضائية روبوتية تدور حول كوكب المريخ. طُور المشروع بواسطة وكالة ناسا، وتعاقدت الوكالة مع شركة لوكهيد مارتن لصناعة المركبة، بتكلفة متوقعة للمهمة بالكامل تصل إلى 297 مليون دولار. كان من الهدف من المهمة استخدام أجهزة المطياف وآلات التصوير الحرارية لرصد أي أدلة على وجود المياه والجليد، في الحاضر أو في السابق، بالإضافة إلى دراسة جيولوجيا الكوكب وبيئته الإشعاعية. ويأمل العلماء أن تساعد البيانات التي ستحصل عليها مركبة أوديسي على معرفة ما إذا كانت الحياة قد وُجدت على المريخ أم لا، بالإضافة إلى تقييم المخاطر الإشعاعية التي قد يتعرض لها رواد الفضاء المتجهون إلى المريخ في المستقبل. وستعمل المركبة أيضًا على ترحيل الاتصالات بين الأرض ومركبة كيوريوسيتي الجوالة، ومركبتي استكشاف المريخ الجوالتين في السابق، بالإضافة إلى مركبة فينيكس الهابطة. سُميت المهمة بهذا الاسم تكريمًا لكاتب الخيال العلمي آرثر سي. كلارك، مؤلف فيلم 2001: ملحمة الفضاء عام 1968 للمخرج ستانلي كوبريك.
أُطلقت المهمة يوم 7 أبريل 2001 على متن الصاروخ دلتا 2 من قاعدة كيب كانافيرال للقوات الجوية، ووصلت المركبة إلى مدار كوكب المريخ يوم 24 أكتوبر 2001 في الساعة 02:30 حسب التوقيت العالمي المنسق.
في يوم 28 مايو 2020، أبلغت ناسا عن نجاح أوديسي، مستخدمةً مطياف أشغة غاما الخاص بها، في رصد كميات كبيرة من الهيدروجين، وهي إحدى علامات وجود الجليد أسفل سطح الكوكب في نطاق متر واحد، ثم استمرت المركبة بتخطيط توزيع المياه أسفل السطح الضحل للكوكب. اكتشفت المركبة أيضًا رواسب كثيرة للثلوج المائية الضخمة بالقرب من السطح عند المناطق الاستوائية.
وبحلول يوم 15 ديسمبر 2010، حطمت المركبة الرقم القياسي لأطول فترة خدمة لمركبة فضائية مريخية، بإجمالي فترة عمل تصل إلى 3340 يومًا. كانت أوديسي أيضًا وسيلة الاتصالات الرئيسية لمركبات استكشاف المريخ التابعة لوكالة ناسا خلال العقد الماضي، وصولًا إلى مركبة كيوريوسيتي الجوالة. أصبحت أوديسي أيضًا المركبة الفضائية الأطول عمرًا التي ظلت مستمرةً في عملها في مدار حول كوكب آخر غير الأرض، محققةً رقمًا قياسيًا يصل إلى 19 عامًا وثلاثة أشهر و23 يومًا، وتخطت بذلك مركبة بيونير المدارية حول كوكب الزهرة (التي عملت لمدة 14 عامًا) ومركبة مارس إكسبريس (التي عملت لأكثر من 14 عامًا). وحتى شهر أكتوبر 2019، ما زالت المركبة في مدار قطبي حول كوكب المريخ، ويصل نصف محوره الأكبر إلى 3800 كيلومتر تقريبًا. وما زال هناك ما يكفي من المادة الدافعة بالمركبة لتتمكن من العمل حتى عام 2025.

## أهداف المهمة
- تخطيط مستويات العناصر عبر السطح المريخي بالكامل
- تحديد كمية الهيدروجين الموجودة في «الطبقات الضحلة أسفل السطح»
- إنشاء مكتبة من الصور عالية الدقة والتحليلات الطيفية للتركيب المعدني للسطح المريخي
- الحصول على معلومات حول مورفولوجيا السطح المريخي
- التعرف على «المخاطر الإشعاعية التي قد يتعرض لها البشر في الرحلات الاستكشافية» من خلال وصف «البيئة الإشعاعية للفضاء القريب» على السطح المريخي[9]

## الأجهزة العلمية
تستخدم أوديسي ثلاثة أجهزة رئيسية:
- نظام تصوير الانبعاث الحراري (THEMIS). وهي آلة تصوير على متن المركبة تستخدم في التقاط الصور في نطاق الأشعة المرئية والأشعة تحت الحمراء لوصف توزيع المعادن على سطح المريخ.
- مطياف أشعة غاما (GRS)، ويتضمن أيضًا كاشف النيوترونات عالية الطاقة (HEND)، وهو مُطور من روسيا. يعتبر هذا المطياف شراكةً بين مختبر العلوم القمرية والكوكبية التابع لجامعة أريزونا، ومختبر لوس ألاموس الوطني، والمعهد الروسي لأبحاث الفضاء. ويركز هذا المطياف على نطاق أشعة غاما من الطيف للبحث عن العناصر المختلفة في الغلاف الجوي للمريخ، بما يشمل الكربون، والسيليكون، والحديد، والمغنيسيوم.
- جهاز البيئة الإشعاعية للمريخ (MARIE). سيعمل هذا الجهاز، باستخدام «مطياف الجسيمات عالية الطاقة»، على قياس مستويات الإشعاع على المريخ.